# ARID5B
ARID5B‏ (AT-rich interaction domain 5B) هوَ بروتين يُشَفر بواسطة جين ARID5B في الإنسان.